# Lista de filmes com temática LGBT pré 1920
Esta é uma lista de filmes que contém personagens e/ou temática lésbica, gay, bissexual, ou transgênera lançados antes de 1920.
| Título                             | Ano          | Direção                     | País     | Gênero            | Elenco                                                                                       | Anotações |
| ---------------------------------- | ------------ | --------------------------- | -------- | ----------------- | -------------------------------------------------------------------------------------------- | --- |
| Dickson Experimental Sound Film    | 1894 ou 1895 | William K.L. Dickson        | EUA      | Curta             | William K.L. Dickson                                                                         | Alguns estudiosos o identificam como a primeira sugestão da homossexualidade no cinema                                                     |
| L'Èclipse du soleil en pleine lune | 1907         | Georges Méliès              | França   | Fantasia          | Georges Méliès                                                                               | [ 1 ] |
| Twelfth Night                      | 1910         | Eugene Mullin, Charles Kent | EUA      | Comédia, Romance  | Julia Swayne Gordon, Charles Kent, Florence Turner, Edith Storey, Tefft Johnson, Marin Sais  | Baseado na peça homônima de William Shakespeare                                                                                            |
| Algie, the Miner                   | 1912         | Alice Guy; Edward Warren    | EUA      | Comédia, Faroeste | Billy Quirk                                                                                  | trad. Algie, O Mineiro |
| A Florida Enchantment              | 1914         | Sidney Drew                 | EUA      | Comédia           | Sidney Drew; Edith Storey                                                                    | trad. Um Encantamento na Flórida Baseado no livro e na peça de mesmo nome de Fergus Redmond e Archibald Clavering Gunter                   |
| Judith of Bethulia                 | 1914         | D.W. Griffith               | EUA      | Histórico, Drama  | Blanche Sweet, Henry B. Walthall, Mae Marsh, Robert Harron, J. Jiquel Lanoe                  | [ 3 ] |
| Zapatas Bande                      | 1914         | Urban Gad                   | Alemanha | Comédia, Aventura | Asta Nielsen, Fred Immler, Senta Eichstaedt, Adele Reuter-Eichberg, Mary Scheller            | trad. A Gangue de Zapata Um dos primeiros filmes a retratar personagens bissexuais                                                         |
| Filibus                            | 1915         | Mario Roncoroni             | Itália   | Aventura          | Valeria Creti                                                                                | [ 4 ] |
| Vingarne                           | 1916         | Mauritz Stiller             | Suécia   | Drama             | Egile Eide, Lars Hanson, Lili Bech                                                           | Baseado no livro Mikaël de Herman Bang |
| Das Bildnis des Dorian Gray        | 1917         | Richard Oswald              | Alemanha | Fantasia          | Bernd Aldor, Ernst Pittschau                                                                 | Baseado em O Retrato de Dorian Grey de Oscar Wilde                                                                                         |
| Ich möchte kein Mann sein          | 1918         | Ernst Lubitsch              | Alemanha | Comédia           | Ossi Oswalda; Curt Goetz                                                                     | trad. Não quero ser homem |
| The Widow's Might                  | 1918         | William C. de Mille         | EUA      | Comédia           | Julian Eltinge, Florence Vidor, Gustav von Seyffertitz, Mayme Kelso, James Neill             | Dois vendedores de espartilhos se apaixonam pela mesma mulher, que casará com o que conseguir a posição de gerente                         |
| Anders als die Andern              | 1919         | Richard Oswald              | Alemanha | Drama             | Conrad Veidt, Fritz Schulz                                                                   | trad. Diferente dos Outros O primeiro filme explicitamente sobre homossexualidade da história do cinema                                    |
| Aus eines Mannes Mädchenjahren     | 1919         | Karl Grune, Paul Legband    | Alemanha | Drama             | Hans Albers, Bendo, Siegfried Dessauer, Olga Engl, Erika Glassner                            | Uma criança nascida sem gênero claro é criada como menino pelo pai e depois como menina pelo tio                                           |
| Broken Blossoms                    | 1919         | D. W. Griffith              | EUA      | Drama             | Lillian Gish, Richard Barthelmess, Donald Crisp, Arthur Howard                               | [ 10 ] |
| Yankee Doodle in Berlin            | 1919         | F. Richard Jones            | EUA      | Comédia           | Bothwell Browne, Ford Sterling, Malcolm St. Clair, Bert Roach, Charles Murray, Marie Prevost | A estrela drag Bothwell Browne faz o papel de um aviador que se disfarça para seduzir o Kaiser e resgatar a heroína, vestindo-a de soldado |